# Gerson (gruppo musicale)
I Gerson sono stati un gruppo punk rock milanese nato verso la fine del 2001, formato inizialmente dai due chitarristi Paolo e Steve. Ai due si aggiungono Rafael al basso e Mauro alla batteria.

## Storia del gruppo
Dopo un demo, nel 2002 la band registra l'album di debutto omonimo
Dopo l'uscita dell'album, il gruppo partecipa a molti concerti in tutta Italia con, tra gli altri, Dead Kennedys, Zeke e U.S. Bombs.
Dopo il successo del primo album esce nel 2005 il secondo intitolato Il miracolo, con la sostituzione del batterista Mauro da parte di Dario. Conservano il lato duro e dirompente del primo album ma con lo sviluppo del lato melodico. Nel tour successivo alla pubblicazione del CD i Gerson salgono su oltre cento palchi in Italia, suonando anche a PunkItalia.
Con la fine del 2006 si verifica un secondo cambio di batterista, Sergio (soprannominato Trinità Jack), rileva Dario e i quattro nuovi componenti iniziano a lavorare sul terzo album.
Nel 2007 esce Tigre contro tigre, ben accolto dalla critica, che porta, nel 2008, alla nuova collaborazione con l'etichetta Indiebox Records, etichetta indipendente specializzata nel punk rock.
Da novembre 2008 sono stati nuovamente in studio per registrare il nuovo album Rimparare a strisciare uscito il 6 febbraio 2009, che mostra una maturazione della band.
Dopo tre anni dal precedente album, l'8 marzo 2011 viene pubblicato il quinto album Il fondo del barile. Sempre nel 2011 Stefano Loi alias “Steve Beach” sostituisce alle 4 corde Rafael e il 26 febbraio 2013 esce il sesto disco Generazione in difficoltà.
La band si è sciolta nel 2015.

## Formazione

### Ultima
- Paolo Gerson – voce, chitarra (2001-2015)
- Steve Gerson – chitarra solista (2001-2015)
- Steve Beach– basso (2011-2015)
- Sergio Trinità Jack – batteria (2006-2015)

### Ex componenti
- Mauro Dee – batteria (dal 2001 al 2005)
- Dario "Trivella" Emari – batteria (dal 2005 al 2006)
- Rafael "Rufus" Miranda – basso (dal 2001 al 2011)

## Discografia

### Album in studio
- 2002 – Gerson
- 2005 – Il miracolo
- 2007 – Tigre contro tigre
- 2009 – Rimparare a strisciare
- 2011 – Il fondo del barile
- 2013 – Generazione in difficoltà

### Raccolte
- 2007 – 2002-2007

### EP
- 2007 – Promo EP